# Адміністративний устрій Запорізького району
Адміністративний устрій Запорізького району — адміністративно-територіальний устрій Запорізького району Запорізької області на 4 сільських громади, 3 селишні ради і 3 сільські ради, які об'єднують 71 населених пунктів та підпорядковані Запорізькій районній раді. Адміністративний центр — місто Запоріжжя, яке є містом обласного значення та не входить до складу району.
- Біленьківська сільська громада
- Долинська сільська громада
- Новоолександрівська сільська громада
- Широківська сільська громада

## Список радЗапорізького району
| № | Назва                          | Центр               | Населені пункти | Площа км² | Місце за площею | Населення (2001), осіб. | Місце за населенням |
| - | ------------------------------ | ------------------- | --- | --------- | --------------- | ----------------------- | ------------------- |
| 1 | Балабинська селищна рада       | смт Балабине        | смт Балабине |           |                 |                         |                     |
| 2 | Кушугумська селищна рада       | смт Кушугум         | смт Кушугум |           |                 |                         |                     |
| 3 | Малокатеринівська селищна рада | смт Малокатеринівка | смт Малокатеринівка                                                                                                  |           |                 |                         |                     |
| 4 | Миколай-Пільська сільська рада | с. Миколай-Поле     | с. Миколай-Поле с. Дніпрові Хвилі с. Долинівка с. Крилівське с. Морозівка с. Новопетрівка с. Федорівка с. Яворницьке |           |                 |                         |                     |
| 5 | Наталівська сільська рада      | с. Наталівка        | с. Наталівка с-ще Івано-Ганнівка с. Лежине с. Новостепнянське с. Черепівське                                         |           |                 |                         |                     |
| 6 | Степненська сільська рада      | с. Степне           | с. Степне с-ще Ростуще с. Шевченківське                                                                              |           |                 |                         |                     |

* Примітки: м. — місто, смт — селище міського типу, с. — село, с-ще — селище